# Denîs Șmîhal

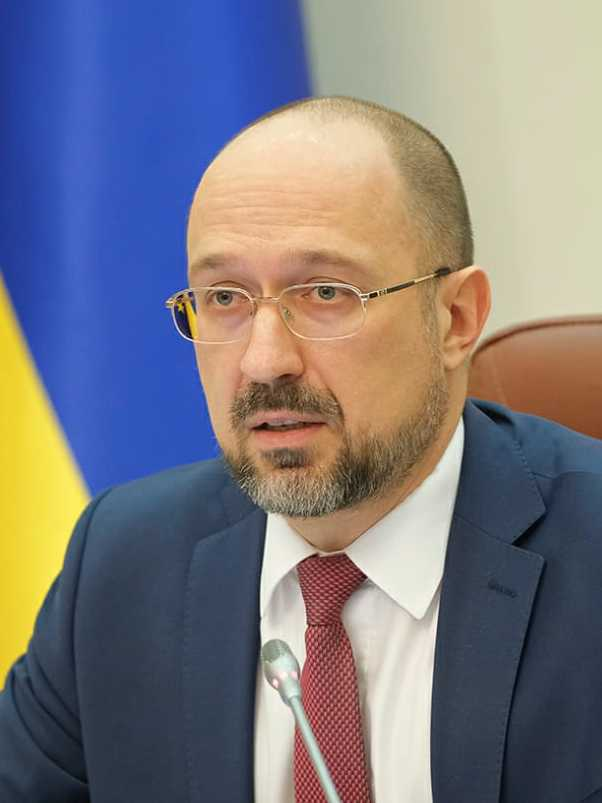
Denîs Șmîhal

Denîs Anatoliovîci Șmîhal (în ucraineană Денис Анатолійович Шмигаль; n. 15 octombrie 1975, Liov, RSS Ucraineană, URSS) este un antreprenor și politician ucrainean. Pe 4 martie 2020 a fost numit în funcția de prim-ministru al Ucrainei.

## Biografie
În primele patru luni ale anului 2014, Șmîhal a fost consultant al unui deputat.
Din 2018 până în 2019, Șmîhal a deținut funcția de director al Centralei termoelectrice Burștîn, cel mai mare producător de energie electrică în regiunea Ivano-Frankivsk și parte a afacerilor lui Rinat Ahmetov.
De pe 1 august 2019 și până la numirea sa ca ministru, Șmîhal a fost guvernator al regiunii Ivano-Frankivsk.
Pe 4 februarie 2020 a fost numit ministru al Dezvoltării Regionale.
Șmihal l-a înlocuit pe Oleksi Honcearuk în funcția de prim-ministru al Ucrainei în martie 2020.